# Neoliberalizam
Neoliberalizam je pojam koji se koristi za opisivanje ponovnog oživljavanja u 20. stoljeću ideja 19. stoljeća proisteklih iz ideja ekonomskog liberalizma i kapitalizma slobodnog tržišta.
Općenito ga se povezuje s politikom ekonomske liberalizacije, što uključuje privatizaciju, deregulaciju, globalizaciju, slobodnu trgovinu, politiku rezova i smanjenja državne potrošnje kako bi se povećala uloga privatnog sektora u gospodarstvu i društvu. Međutim, definirajuća obilježja neoliberalizma u doktrini i praksi bila su među stručnjacima predmet značajnih diskusija. U kreiranju politike, neoliberalizam je bio dio pomaka paradigme od prevladavajućeg kejnzijanskog ekonomskog konsenzusa koji je postojao prije ustrajne stagflacije 1970-ih.
S različitim značenjima učestao u engleskom govornom području od početka 20. stoljeća, trenutno značenje neoliberalizma postalo je prevladavajuće tek sedamdesetih i osamdesetih godina 20. stoljeća, a koriste ga i kritičari i znanstvenici iz različitih društvenih znanosti. Zagovornici politikâ slobodnog tržišta ovaj izraz rijetko koriste. Neki su znanstvenici taj pojam opisali kao pojam s različitim značenjem različitim ljudima jer je neoliberalizam svojim širenjem "mutirao" u geopolitički različite hibride.
Definicija i upotreba izraza se tijekom vremena mijenjala. Kao ekonomska filozofija, neoliberalizam se 1930-ih pojavio među europskim liberalnim ekonomistima koji su pokušavali oživjeti i obnoviti središnje ideje klasičnog liberalizma čija je popularnost zbog želje za nadzorom tržišta nakon Velike depresije padala, a što se očitovalo u politici osmišljenoj kako bi se spriječile nestabilnosti slobodnih tržišta i ublažile njihove negativne socijalne posljedice. Jedan poticaj za formuliranje politike za ublažavanje nestabilnosti slobodnog tržišta bila je želja da se izbjegne ponavljanje ekonomskih neuspjeha ranih 1930-ih koji se ponekad pripisuju prvenstveno ekonomskoj politici klasičnog liberalizma.
Kada je izraz ušao u uobičajenu upotrebu 1980-ih u vezi s ekonomskim reformama Augusta Pinocheta u Čileu, odmah je poprimio negativne konotacije i široko je korišten uglavnom od strane kritičara tržišne reforme i laissez-faire kapitalizma. Znanstvenici su ga težili vezati s teorijama ekonomista društva Mont Pelerin: Friedricha Hayeka, Miltona Friedmana i Jamesa M. Buchanana, zajedno s političarima i kreatorima politike poput Margaret Thatcher, Ronalda Reagana i Alana Greenspana. Kada se novo značenje neoliberalizma ustalilo kao uobičajena upotreba među znanstvenicima španjolskog govornog područja, ono se proširilo na proučavanje političke ekonomije na engleskom i drugim jezicima. Od 1994. godine kada je uspostavljen trgovinski blok NAFTA i nakon reakcije zapatista na ovaj razvoj događaja u Chiapasu, pojam je postao globalan, te od onda stručno proučavanje neoliberalizma raste.

## Terminologija

### Podrijetlo
Pojam "neoliberalizam" postojao je u francuskom jeziku u 19. stoljeću (néo-libéralisme, kasnije su ga koristili i drugi, uključujući klasičnoliberalnog ekonomista Miltona Friedmana koji je jedan od svojih eseja iz 1951. naslovio "Neo-Liberalism and its Prospects" ("Neoliberalizam i njegovi izgledi").
1938. je godine na kolokviju "Walter Lippmann" predložen pojam neoliberalizma koji je konačno izabran za opisivanje specifične skupine ekonomskih uvjerenja.:12–13 Na kolokviju se definiralo koncept neoliberalizma kao pristup koji uključuje "davanje prioriteta cjenovnom mehanizmu, slobodnom poduzetništvu, sustavu tržišnog natjecanja, te snažne i nepristrane države".:13–14 Biti neoliberalnim značilo je zagovaranje modernih ekonomskih politika državnom intervencijom.:48 Neoliberalni državni intervencionizam doveo je do sukoba sa suprotstavljenim taborom laissez-faire i klasičnih liberala, kao što je Ludwig von Mises.
Većina znanstvenika u 1950-ima i 1960-ima razumijevali su da se pojam odnosi na socijalnu društvenu ekonomiju i njene najvažnije ekonomske teoretičare kao što su Eucken, Röpke, Rüstow i Müller-Armack. Iako je Friedrich Hayek imao intelektualne veze s njemačkim neoliberalima, njegovo se ime zbog želje za slobodnijim tržištem rijetko spominjalo u vezi s neoliberalizmom ovog doba.
Tijekom vojne diktature u Čileu od 1973. do 1990. znanstvenici usprotivljeni Pinochetovoj diktaturi preuzeli su izraz za opisivanje ekonomskih reformi provedenih za vladavine vojne hunte, a njihove pobornike prema tada aktualnoj čikaškoj školi ekonomije koja je izravno sudjelovala s Pinochetovim režimom "čikaškim dečkima". Kada se ovo značenje uvriježilo među znanstvenicima španjolskog govornog područja, proširio se u engleski, a zatim i u ostale svjetske jezike, te je značajno utjecao na proučavanje područja političke ekonomije. Prema jednom istraživanju 148 znanstvenih članaka, pojam neoliberalizam u njima gotovo nikada nije definiran, već se koristi u nekoliko značenja za opisivanje ideologije, ekonomske teorije, teorije razvoja ili općenito politike ekonomske reforme. U velikoj se mjeri koristi ne kao kritika ideja donesenih na kolokviju iz 1938., nego kao pogrdan pojam i podrazumijeva "laissez-faire" tržišni fundamentalizam struju gotovu identičnu klasičnom liberalizmu. Rezultat toga je kontroverzija oko preciznog značenja ovoga pojma i njegove opisne korisnosti u društvenim znanostima posebno s obzirom na to da je broj različitih vrsta tržišnih gospodarstava posljednjih godina narastao.
Drugi pokret lijevog centra koji je proistekao iz modernog američkog liberalizma koristi pojam "neoliberalizam" kako bi opisao ideologiju oblikovanu u 1970-ima u Sjedinjenim Državama. Prema mišljenju političkog komentatora Davida Brooksa, među istaknute neoliberane političare spadaju članovi američke Demokratske stranke Al Gore i Bill Clinton. Pobornici ove struje neoliberalizma okupili su se oko dva časopisa: The New Republic i Washington Monthly, a njezin "kum" je prema libertarijanski orijentiranom časopisu "Reason" novinar Charles Peters koji je 1983. godine objavio "A Neoliberal's Manifesto" ("Neoliberalov manifest").

### Trenutna upotreba
Pojam je stekao popularnost uglavnom među lijevo orijentiranim članovima akademije za vrijeme 1970.-ih za opisivanje težnji kreatora politike, stručnjaka iz raznoraznih think-tankova, te industrijalaca prema osuđivanju socijalnodemokratskih reforma i nekritičnom uvođenju politikâ slobodnog tržišta. 
 Ekonomski povjesničar Phillip Magness uočio je njegovo ponovno pojavljivanje tijekom 1980.-ih nakon što je na njega skrenuo pozornost utjecajni francuski filozof Michel Foucault.
Neoliberalizam se danas koristi za pozivanje na tržišno orijentirane reformske politike kao što su "ukidanje kontrole cijena, deregulacija tržišta kapitala, smanjenje trgovinskih barijera" " i smanjenje utjecaja države u gospodarstvu, posebno kroz privatizaciju i politiku rezova. Često ga se koristi u vezi s ekonomskim politikama koje su u Ujedinjenom Kraljevstvu i Sjedinjenim Državama uveli Margaret Thatcher i Ronald Reagan
Prema različitim upotrebama u različitim područjima, neoliberalizam može imati i sljedeća značenja:
- Kao razvojni model, pojam neoliberalizam odnosi se na odbacivanje strukturalističke ekonomije i prihvaćanje washingtonskog konsenzusa.
- Kao ideologija označava koncept slobode kao sveobuhvatne društvene vrijednosti povezanog sa smanjenjem funkcije države na razinu minimalne države.
- Kao javna politika uključuje privatizaciju javnih gospodarskih sektora ili usluga, deregulaciju privatnih tvrtaka, smanjenje državnog duga i smanjenje javnog trošenja na javne radove.

Međutim, oko značenja pojma vodi se dugotrajna debata. Sociolozi Fred L. Block i Margaret R. Somers tvrde da postoji spor oko toga kako nazvati utjecaj ideja slobodnog tržišta koje se koriste da bi se opravdalo ponovno sužavanje programa i politika New Deala od 1980-ih: neoliberalizam, laissez-faire 'ili "ideologija slobodnog tržišta".
Drugi, kao što su Susan Braedley i Med Luxton tvrde da je neoliberalizam politička filozofija koja teži procesu "oslobađanja" procesa akumulacije kapitala. Nasuprot tome, Frances Fox Piven vidi neoliberalizam u osnovi kao pojavu hiperkapitalizma.
Robert W. McChesney, unatoč tome što neoliberalizam na sličan način definira kao "kapitalizam bez rukavica" nadalje tvrdi kako je pojam ponajvećma široj javnosti nepoznat, pogotovo u Sjedinjenim Državama.
:7–8
Lester Spence pojam koristi za kritiku trendova u crnačkoj politici u Sjedinjenim Državama, te definira neoliberalizam kao "opću ideju da društvo najbolje funkcionira kada su unutar njega narod i institucije oblikovani za funkcioniranje prema principima tržišta".
Prema Philipu Mirowskom neoliberalizam na tržište gleda kao na najbolji informacijski procesor koji je nadmoćan bilo kojem ljudskom biću i prema tome ga se treba smatrati arbitrom istine. Neolibearlizam je dotle različit od liberalizma jer ne zagovara ekonomsku politiku laissez-faire, nego izrazito konstruktivističku, te zagovara snažnu državu koja bi uvela tržištu slične reforme u svakom društvenom pogledu.
Antropolog Jason Hickel također odbacuje predodžbu po kojoj neoliberalizam nužno zahtijeva povlačenje države u korist sasvim slobodnog tržišta, tvrdeći da je za širenje ideja neoliberalizma zahtijevalo znatnu državnu intervenciju kako bi se ostvarilo globalno "slobodno tržište".
Naomi Klein nudi najvećim dijelom negativnu definiciju neoliberalizma, tvrdeći da su njegova tri stupa privatizacija javne sfere, deregulacija korporacijskog sektora i spuštanje poreza na dobit i poreza na korporacije, a za koje novac pristiže javnom potrošnjom.
Neoliberalizam se također prema nekim znanstvenicima uobičajeno koristi kao pejorativan izraz od strane kritičara, pri čemu je po popularnosti u velikom dijelu stručnih radova prestigao pojmove kao što su monetarizam, neokonzervativizam, Washingtonski konsenzus i "tržišne reforme". "Priručnik za neoliberalizam" na primjer tvrdi da je taj izraz "postao sredstvo za identificiranje naizgled sveprisutnog niza tržišno orijentiranih politika koje su u velikoj mjeri odgovorne za širok spektar socijalnih, političkih, ekoloških i ekonomskih problema". Njegova uporaba je na ovakav način kontroverzna i pogotovo je kritiziraju oni koji promiču politiku koja se karakterizira neoliberalnom. Takav nedostatak značenjske specifičnosti smanjuje njegovo analitički kapacitet i njegova korisnost u pokušajima razumijevanja tranformacije kroz koju su društva u prošlim desetljećima prošla.:2
No mnogi još vjeruju kako pojam neoliberalizam i dalje posjeduje smislenu definiciju. Pišući za dnevne novine The Guardian, Stephen Metcals iznosi tvrdnju da je objavljivanje MMF-ovog rada "Neoliberalizam: Oversold?" (Neoliberalizam: preprodan?) pomaže ostaviti iza sebe zamisao kako je u pitanju politička uvreda ili pojam bez ikakve analitičke moći.